# Volta à Suíça
A Volta à Suíça (oficialmente Tour de Suisse) é uma corrida de estrada por etapas que se disputa na Suíça em meados do mês de junho.
Criada em 1933, anteriormente foi de categoria especial segundo a UCI (2.HC). Desde a criação do UCI ProTour em 2005 está inscrita nesta categoria superior, que desde o ano de 2011 mudou o nome para UCI World Tour.
É considerada a quarta das Grandes Voltas. Sinal disso é que a corrida é de primeira classe, com mais dias de competição (9) por detrás dessas corridas (21).
O italiano Pasquale Fornara ostenta o recorde de triunfos finais, com quatro, seguido dos suíços Hugo Koblet e Ferdi Kubler e o português Rui Costa com três, este último de forma consecutiva.

## Palmarés

### Pódios
| Ano                              | Vencedor                        | Segundo                 | Terceiro            |           |
| -------------------------------- | ------------------------------- | ----------------------- | ------------------- | --------- |
| 1933                             | Max Bulla                       | Albert Büchi            | Gaspard Rinaldi     |           |
| 1934                             | Ludwig Geyer                    | Léon Level              | Francesco Camusso   |           |
| 1935                             | Gaspard Rinaldi                 | Leo Amberg              | Henri Garnier       |           |
| 1936                             | Henri Garnier                   | Gustaaf Deloor          | Leo Amberg          |           |
| 1937                             | Karl Litschi                    | Leo Amberg              | Walter Blattmann    |           |
| 1938                             | Giovanni Valetti                | Arsène Mersch           | Severino Canavesi   |           |
| 1939                             | Robert Zimmermann               | Max Bolliger            | Christophe Didier   |           |
| 1940 edição não realizada        |                                 |                         |                     |           |
| 1941                             | Josef Wagner                    | Werner Buchwalder       | Ferdi Kübler        |           |
| 1942                             | Ferdi Kübler                    | Willy Kern              | Fritz Stocker       |           |
| 1943-1945 edições não realizadas |                                 |                         |                     |           |
| 1946                             | Gino Bartali                    | Josef Wagner            | Aldo Ronconi        |           |
| 1947                             | Gino Bartali                    | Giulio Bresci           | Stan Ockers         |           |
| 1948                             | Ferdi Kübler                    | Giulio Bresci           | Hans Sommer         |           |
| 1949                             | Gottfried Weilenmann            | Georges Aeschlimann     | Ernst Stettler      |           |
| 1950                             | Hugo Koblet                     | Jean Goldschmit         | Aldo Ronconi        |           |
| 1951                             | Ferdi Kübler                    | Hugo Koblet             | Alfredo Martini     |           |
| 1952                             | Pasquale Fornara                | Ferdi Kübler            | Carlo Clerici       |           |
| 1953                             | Hugo Koblet                     | Fritz Schär             | Danilo Barozzi      |           |
| 1954                             | Pasquale Fornara                | Agostino Coletto        | Giancarlo Astrua    |           |
| 1955                             | Hugo Koblet                     | Stan Ockers             | Carlo Clerici       |           |
| 1956                             | Rolf Graf                       | Fritz Schär             | Jef Planckaert      |           |
| 1957                             | Pasquale Fornara                | Edgard Sorgeloos        | Attilio Moresi      |           |
| 1958                             | Pasquale Fornara                | Hans Jünkermann         | Antonino Catalano   |           |
| 1959                             | Hans Jünkermann                 | Henri Anglade           | Federico Bahamontes |           |
| 1960                             | Alfred Rüegg                    | Kurt Gimmi              | René Strehler       |           |
| 1961                             | Attilio Moresi                  | Hilaire Couvreur        | Alfred Rüegg        |           |
| 1962                             | Hans Jünkermann                 | Franco Balmamion        | Aldo Moser          |           |
| 1963                             | Giuseppe Fezzardi               | Rolf Maurer             | Attilio Moresi      |           |
| 1964                             | Rolf Maurer                     | Franco Balmamion        | Italo Zilioli       |           |
| 1965                             | Franco Bitossi                  | Jos Huysmans            | Marcello Mugnaini   |           |
| 1966                             | Ambrogio Portalupi              | Carlo Chiappano         | Rudi Zollinger      |           |
| 1967                             | Gianni Motta                    | Rolf Maurer             | Luis Santamarina    |           |
| 1968                             | Louis Pfenninger                | Robert Hagmann          | Herman Van Springel |           |
| 1969                             | Vittorio Adorni                 | Aurelio González Puente | Bernard Vifian      |           |
| 1970                             | Roberto Poggiali                | Louis Pfenninger        | Primo Mori          |           |
| 1971                             | Georges Pintens                 | Louis Pfenninger        | Ugo Colombo         |           |
| 1972                             | Louis Pfenninger                | Roger Pingeon           | Michelle Dancelli   |           |
| 1973                             | José Manuel Fuente              | Donato Giuliani         | Wladimiro Panizza   |           |
| 1974                             | Eddy Merckx                     | Gösta Pettersson        | Louis Pfenninger    |           |
| 1975                             | Roger De Vlaeminck              | Eddy Merckx             | Louis Pfenninger    |           |
| 1976                             | Hennie Kuiper                   | Michel Pollentier       | José Pesarrodona    |           |
| 1977                             | Michel Pollentier               | Lucien Van Impe         | Bert Pronk          |           |
| 1978                             | Paul Wellens                    | Ueli Sutter             | Josef Fuchs         |           |
| 1979                             | Wilfried Wesemael               | Rudy Pevenage           | Leonardo Mazzantini |           |
| 1980                             | Mario Beccia                    | Josef Fuchs             | Joop Zoetemelk      |           |
| 1981                             | Beat Breu                       | Josef Fuchs             | Leonardo Natale     |           |
| 1982                             | Giuseppe Saronni                | Theo de Rooij           | Guido Van Calster   |           |
| 1983                             | Sean Kelly                      | Peter Winnen            | Jean-Marie Grezet   |           |
| 1984                             | Urs Zimmermann                  | Acácio da Silva         | Gerhard Zadrobilek  |           |
| 1985                             | Phil Anderson                   | Niki Rüttimann          | Guido Winterberg    |           |
| 1986                             | Andrew Hampsten                 | Robert Millar           | Greg LeMond         |           |
| 1987                             | Andrew Hampsten                 | Peter Winnen            | Fabio Parra         |           |
| 1988                             | Helmut Wechselberger            | Steve Bauer             | Acácio da Silva     |           |
| 1989                             | Beat Breu                       | Daniel Steiger          | Jörg Müller         |           |
| 1990                             | Sean Kelly                      | Robert Millar           | Andrew Hampsten     |           |
| 1991                             | Luc Roosen                      | Pascal Richard          | Andrew Hampsten     |           |
| 1992                             | Giorgio Furlan                  | Gianni Bugno            | Fabian Jeker        |           |
| 1993                             | Marco Saligari                  | Rolf Järmann            | Fernando Escartín   |           |
| 1994                             | Pascal Richard                  | Vladimir Poulnikov      | Gianluca Pierobon   |           |
| 1995                             | Pavel Tonkov                    | Alex Zülle              | Zenon Jaskuła       |           |
| 1996                             | Peter Luttenberger              | Gianni Faresin          | Gianni Bugno        |           |
| 1997                             | Christophe Agnolutto            | Oscar Camenzind         | Jan Ullrich         |           |
| 1998                             | Stefano Garzelli                | Beat Zberg              | Wladimir Belli      |           |
| 1999                             | Francesco Casagrande            | Laurent Jalabert        | Gilberto Simoni     |           |
| 2000                             | Oscar Camenzind                 | Dario Frigo             | Wladimir Belli      |           |
| 2001                             | Lance Armstrong                 | Gilberto Simoni         | Wladimir Belli      |           |
| 2002                             | Alex Zülle                      | Piotr Wadecki           | Nicolas Fritsch     |           |
| 2003                             | Alekszandr Vinokurov            | Giuseppe Guerini        | Óscar Pereiro       |           |
| 2004                             | Jan Ullrich                     | Fabian Jeker            | Dario Cioni         |           |
| 2005                             | Aitor González                  | Michael Rogers          | Jan Ullrich         |           |
| 2006                             | Jan Ullrich                     | Koldo Gil Perez         | Jörg Jaksche        |           |
| 2007                             | Vladimir Alexandrovitch Karpets | Kim Kirchen             | Stijn Devolder      |           |
| 2008                             | Roman Kreuziger                 | Andreas Klöden          | Igor Antón          |           |
| 2009                             | Fabian Cancellara               | Tony Martin             | Roman Kreuziger     |           |
| 2010                             | Fränk Schleck                   | Lance Armstrong         | Jakob Fuglsang      |           |
| 2011                             | Levi Leipheimer                 | Damiano Cunego          | Steven Kruijswijk   |           |
| 2012                             | Rui Costa                       | Fränk Schleck           | Levi Leipheimer     |           |
| 2013                             | Rui Costa                       | Bauke Mollema           | Roman Kreuziger     |           |
| 2014                             | Rui Costa                       | Mathias Frank           | Bauke Mollema       |           |
| 2015                             | Simon Špilak                    | Geraint Thomas          | Tom Dumoulin        |           |
| 2016                             | Miguel Ángel López              | Ion Izagirre            | Warren Barguil      |           |
| 2017                             | Simon Špilak                    | Damiano Caruso          | Steven Kruijswijk   |           |
| 2018                             | Richie Porte                    | Jakob Fuglsang          | Nairo Quintana      |           |
| 2019                             | Egan Bernal                     | Rohan Dennis            | Patrick Konrad      |           |
| 2020                             | cancelado                       | cancelado               | cancelado           | cancelado |
| 2021                             | Richard Carapaz                 | Rigoberto Urán          | Jakob Fuglsang      |           |
| 2022                             | Geraint Thomas                  | Sergio Higuita          | Jakob Fuglsang      |           |
| 2023                             | Mattias Skjelmose               | Juan Ayuso              | Remco Evenepoel     |           |
| 2024                             | Adam Yates                      | João Almeida            | Mattias Skjelmose   |           |
| 2025                             |                                 |                         |                     |           |

Notas:
(*) Jan Ullrich perdeu o terceiro posto em 2005 e a victória final em 2006 por uma sanção de 2 anos devido a sua implicação na Operação Puerto
(**) Lance Armstrong perdeu a victória final em 2001 e o segundo posto em 2010 devido a sanção por dopagem de 22 de outubro de 2012. Neste caso, a edição de 2001 termina sem vencedor.

### Vencedores por países
Atualizado após edição de 2023
| Vitórias | País                                                                                    |
| -------- | --------------------------------------------------------------------------------------- |
| 23       | Suíça                                                                                   |
| 20       | Itália                                                                                  |
| 8        | Bélgica                                                                                 |
| 4        | Alemanha (incluindo Alemanha Ocidental)                                                 |
| 3        | Áustria · Portugal · Espanha · Estados Unidos                                           |
| 2        | Austrália · Colômbia · França · Irlanda · Rússia · Eslovênia                            |
| 1        | Chéquia · Dinamarca · Equador · Grã-Bretanha · Cazaquistão · Luxemburgo · Países Baixos |